# Nissan Figaro
Nissan Figaro – niewielki 2-drzwiowy kabriolet produkowany przez japońską firmę Nissan w od 1989 do 1991. Do napędu używano turbodoładowanych silników R4 o pojemności jednego litra. Moc przenoszona była na oś przednią poprzez 3-biegową automatyczną skrzynię biegów.

## Dane techniczne

### Silnik
- R4 1,0 l (987cm³), 4 zawory na cylinder, DOHC, turbo
- Układ zasilania: wtrysk
- Średnica cylindra × skok tłoka: 68,00 mm × 68,00 mm
- Stopień sprężania: 8,0:1
- Moc maksymalna: 78 KM (57 kW) przy 6000 obr./min
- Maksymalny moment obrotowy: 106 N•m przy 4400 obr./min

### Osiągi
- Przyspieszenie 0-96 km/h: 12 s[1]
- Prędkość maksymalna: 171 km/h[2]